# Ventosa do Bairro
Ventosa do Bairro est une ancienne paroisse civile portugaise (en portugais : freguesia) de la municipalité de Mealhada dans le district d'Aveiro.
La loi no 11-A/2013 du 28 janvier 2013, portant réorganisation administrative du territoire des freguesias, fusionne Ventosa do Bairro avec les paroisses voisines de Mealhada et Antes pour former l’União das freguesias da Mealhada, Ventosa do Bairro e Antes (dont le siège est à Mealhada).